# Ignacio Sevilla
Ignacio Sevilla Martínez (* 30. September 1941 in Guadalajara, Jalisco; † 15. November 2016 ebenda) war ein mexikanischer Fußballspieler, dessen Stammposition in der Innenverteidigung lag. 
Ignacio Sevilla gab sein Debüt als Profispieler in der Rückrunde der Saison 1960/61 für seinen Heimatverein CD Guadalajara in einem Erstligaspiel gegen den Club León. Er gehörte zur erweiterten Stammformation der Meistermannschaft von Chivas Guadalajara, die unter der Bezeichnung Campeonísimo in die mexikanische Fußballgeschichte einging. 

## Titel
- Mexikanischer Meister: 1961, 1962, 1964, 1965
- Mexikanischer Pokalsieger: 1963

## Weblink
- La enciclopedia de Chivas Guadalajara (inoffizielle Website)

| Personendaten    | Personendaten                                  |
| ---------------- | ---------------------------------------------- |
| NAME             | Sevilla, Ignacio                               |
| ALTERNATIVNAMEN  | Sevilla Martínez, Ignacio (vollständiger Name) |
| KURZBESCHREIBUNG | mexikanischer Fußballspieler                   |
| GEBURTSDATUM     | 30. September 1941                             |
| GEBURTSORT       | Guadalajara, Mexiko                            |
| STERBEDATUM      | 15. November 2016                              |
| STERBEORT        | Guadalajara, Mexiko                            |